# Eugenio Siller
Eugenio Santiago Siller Rodríguez (ur. 5 kwietnia 1981 w Tampico, w stanie Tamaulipas) – meksykański aktor i piosenkarz.

## Filmografia

### telenowele
- 2006: Zbuntowani (Rebelde) jako Luciano
- 2006–2007: Kod pocztowy (Código postal) jako Rafael Rojas Alonso
- 2007–2008: Do diabła z przystojniakami (Al diablo con los guapos) jako Alejandro Miranda Arango
- 2009: Mój grzech (Mi pecado) jako Julián Huerta Almada
- 2010–2011: Aurora jako Martín Lobos / Lorenzo Lobos (młody)
- 2011–2012: Pokojówka na Manhattanie (Una Maid en Manhattan) jako Cristóbal Parker Salas
- 2014: Królowa serc (Reina de Corazones) jako Nicolas